# Kulturama

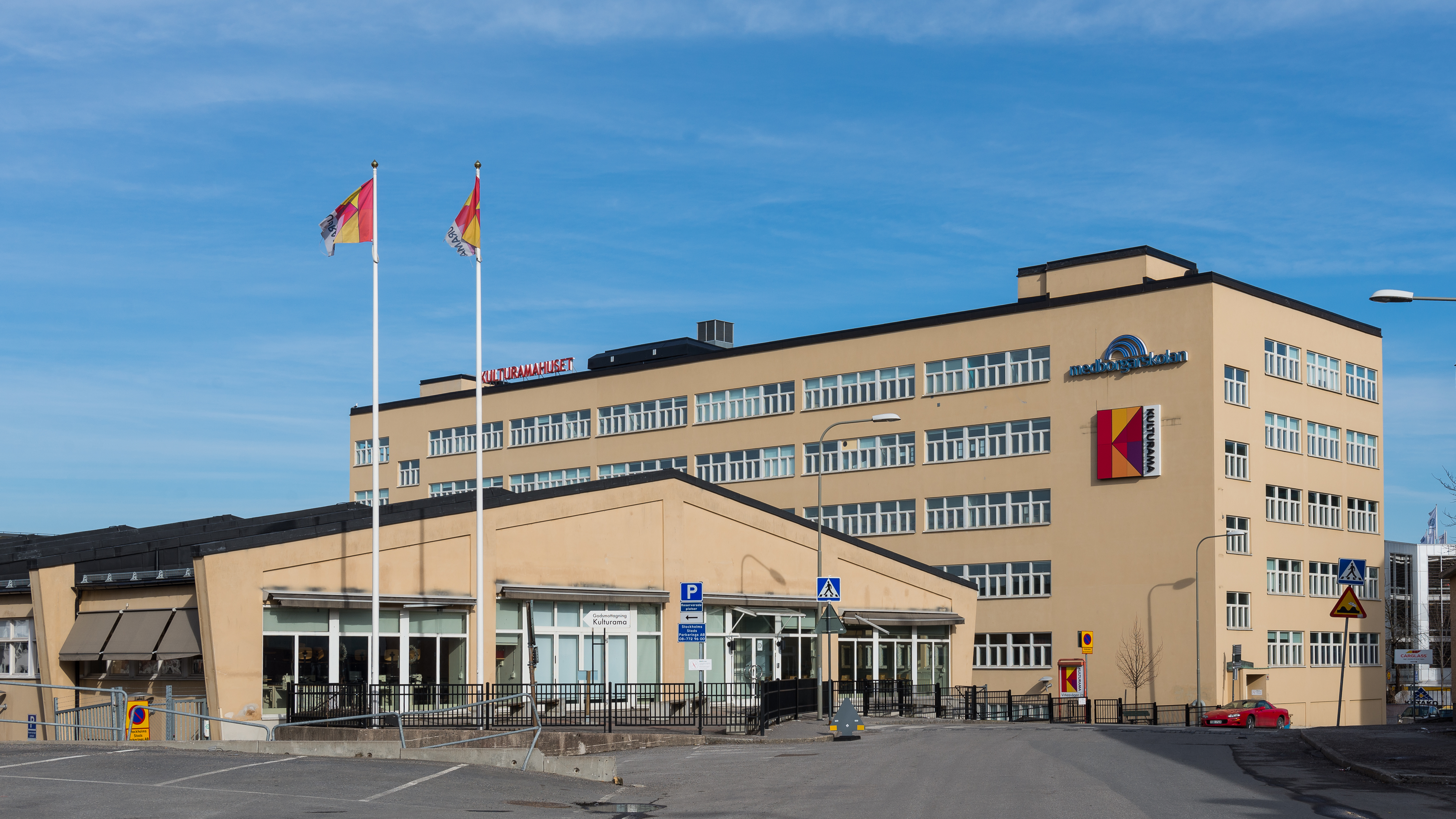
Kulturamas byggnad i Södra Hammarbyhamnen.

Kulturama är en skola med estetiska utbildningar och kurser som innefattar vuxenutbildningar, grundskolor, gymnasium samt folkbildning i Stockholm. Skolan grundades 1976 som SAMS, Svenska artist- och musikerskolan. Dess huvudman är Medborgarskolan.
Kulturama är Nordens största skola inom estetiska utbildningar och består av fyra delar – grundskola, gymnasium, vuxenutbildningar samt folkbildning och kursverksamhet.
Hösten 2022 gick cirka 3 500 elever, studerande och deltagare i Kulturamas olika verksamheter.

## Lokaler
Kulturama finns på ett antal platser i Stockholm:
- Kulturamahuset finns i Hammarby Sjöstad och inrymmer 12 000 kvm specialanpassade lokaler för estetiska uttryck och skola. Det finns även fem scener i huset. I Kulturamahuset finns grundskola (åk 6–9), gymnasium, konstnärliga kulturutbildningar (vuxenutbildningar) och kursverksamhet.
- I Det Vita Huset vid Danvikstull finns Kulturama grundskola åk 4 och 5.
- I Kulturama Sundbyberg finns grundskolan åk 4–9.

## Kulturamas grundskolor
Kulturamas första grundskola grundades 2001. Nu finns grundskolor i Hammarby sjöstad, Danvikstull och i Sundbyberg. Grundskolorna erbjuder utbildning i årskurs 4–9 i profilerna i musikal, musik & sång samt bild & form. Grundskolorna har tillsammans ca 1 200 elever. För att bli antagen till grundskolan måste man göra ett färdighetsprov.

## Kulturamas gymnasium

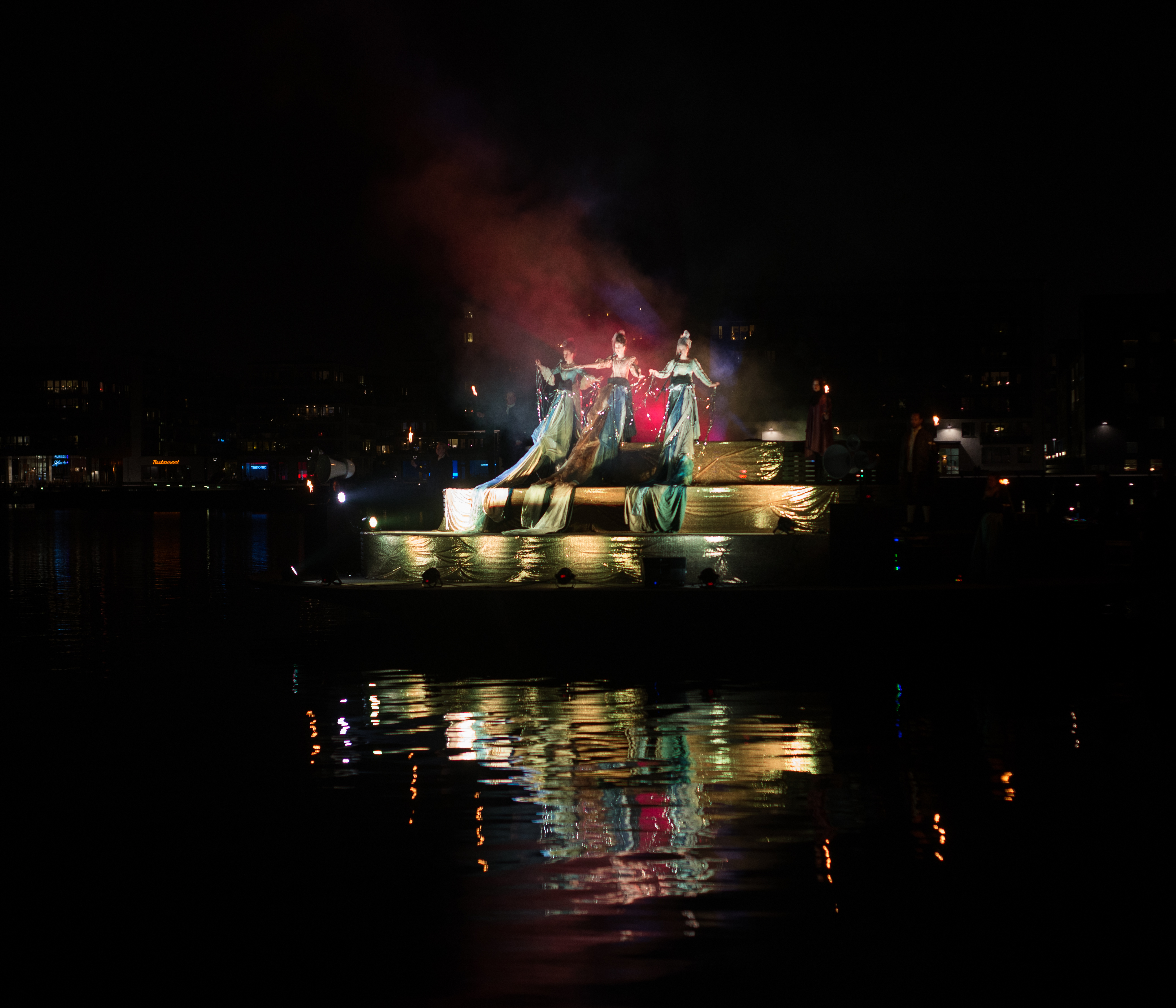
Operastudenter från Kulturama som uppträdde på Kulturnatten i Stockholm april 2015.

Kulturamas gymnasium har två högskoleförberedande program och finns i Kulturamahuset i Hammarby Sjöstad och har ca 620 elever. Liksom med grundskolan måste man genomgå ett färdighetsprov innan man kan bli antagen.
Estetiska programmet finns på Skolenheten Kulturama Gymnasium med profilerna dans, konst & design, musikal, musiker och artist, låtskrivare och artist, musikproduktion, foto, film, skrivande samt teater.
Naturvetenskapsprogrammet finns på skolenheten Kulturama Gymnasium Natur med tre särskilda varianter: bild, dans och musik.

## Kulturamas vuxenutbildningar (konst- och kulturutbildningar)
Kulturamas konst- och kulturutbildningar har flera heltidsutbildningar och deltidsutbildningar inom dans, teater, musikal, foto, film, opera, sång, musik och musikproduktion. Utbildningar finns på deltid eller heltid under ett eller två år. Totalt går cirka 240 studerande på Kulturamas konst- och kulturutbildningar. Utbildningarna är högskoleförberedande men kan även leda ut i yrkeslivet.

## Kulturamas kursverksamhet
Kulturamas kursverksamhet har kurser inom musik, sång, dans, teater, musikal, foto, film och opera. Kursverksamheten bedrivs huvudsakligen i Kulturamahuset i Hammarby Sjöstad och på Medborgarskolans lokaler på Hagagatan.